# Joseph Gautier
Joseph Gautier (né le 8 juin 1757 à Uzerche (Corrèze) et mort le 18 septembre 1828 au même lieu) est un homme politique français.

## Biographie
Docteur en médecine en 1779, il est médecin adjoint de l'hôpital d'Uzerche en 1783. En 1786, il est subdélégué de l'intendant. Administrateur du district d'Uzerche puis procureur syndic et président de l'administration municipale d'Uzerche, il est élu député de la Corrèze au Conseil des Anciens le 23 germinal an VII. Favorable au coup d'État du 18 brumaire, il siège au corps législatif de 1800 à 1806. Il est sous-préfet de Brive-la-Gaillarde de 1807 à 1814.

## Sources
- « Joseph Gautier », dans Adolphe Robert et Gaston Cougny, Dictionnaire des parlementaires français, Edgar Bourloton, 1889-1891 [détail de l’édition]